# Muel (Ille-et-Vilaine)
Muel é uma comuna francesa na região administrativa da Bretanha, no departamento de Ille-et-Vilaine. Estende-se por uma área de 28.90 km². Em 2010 a comuna tinha 894 habitantes (densidade: 30,9 hab./km²).